# NDDO
計算化学において、NDDO（neglect of diatomic differential overlap、二原子微分重なりの無視）は、ジョン・ポープルによって初めて導入された形式であり、現在最も成功した半経験的手法の1つである。INDOが全ての1中心2電子積分をCNDO/2に追加したのに対して、NDDOは1つの中心上の電荷分布と別の中心上の電荷分布との間の反発についての全ての2中心積分を加えている。その他の点では、ゼロ微分重なり近似が使われる。
MOPACが一般的なソフトウェアプログラムである
二原子微分重なりの無視（NDDO）法において、重なり行列 S は単位行列によって置き換えられる。これによって、ローターン方程式 |H–ES| = 0 をより単純な方程式 |H–E|=0 で置き換えることが可能となる。NDDO近似からの2電子積分は1中心、2中心、3中心、4中心のいずれかである。
1中心および2中心積分は近似的に評価されるかあるいは実験データに基づいてパラメータ化されるのに対して、3中心および4中心積分はゼロになる。大抵、価電子のみが量子力学的に取り扱われ、内殻電子の役割は核電荷へ還元される。半経験的計算は大抵、最小基底系で行われる。